# Lech Lecha
Lech Lecha (Biblisches Hebräisch לֶךְ-לְךָ ‚Gehe hinweg!‘) bezeichnet einen Leseabschnitt (Parascha oder Sidra) der Tora und umfasst den Text Genesis/Bereschit 12,1–17,27 (12  (), 13  (), 14  (), 15  (), 16  (), 17  ()).
Es handelt sich um die Sidra des 2. Schabbats im Monat Marcheschwan.

## Wesentlicher Inhalt
- Gottes Befehl an Abram, die Heimat zu verlassen, weshalb der Vater Terach mit seiner Familie aus Ur Kasdim auswandert
- Wegen der Hungersnot zieht Abram aus Kanaan nach Ägypten, gibt dort seine Frau Sarai als seine Schwester aus, weil er als ihr Ehemann den Tod fürchten muss
- Sarai wird vom Pharao begehrt, schließlich aber freigegeben
- Nach Streitigkeiten der Hirten Abrams und Lots Trennung der beiden; Lot zieht nach Sodom
- Verheißung einer zahlreichen Nachkommenschaft an Abram
- Krieg zwischen vier Königen des Ostens unter Führung Amrafels und fünf Königen Kanaans, darunter der König von Sodom
- Mit letzterem gerät Lot in Gefangenschaft, wird von Abram befreit, der nichts von der Beute annimmt, aber den Zehnten dem Priester von Salem, Melchizedek, gibt
- Die kinderlos gebliebene Sarai wünscht, dass Abram die Magd Hagar zur Frau nehmen und mit ihr ein Kind haben soll
- Als diese schwanger wird, kommt die Eifersucht der Herrin und Vertreibung Hagars
- Geburt Ismaels
- Namensänderung Abram in Abraham = „Vater von Vielen“
- Einsetzung der Beschneidung als Bundeszeichen
- Namensänderung Sarai („Meine Fürstin“) in Sara („Fürstin“)
- Verheißung eines Sohnes von Sara, der Isaak („Man lacht“) genannt werden soll, weil Abraham wegen seiner 100 Jahre und Saras 90 Jahren über die Verheißung lacht
- Beschneidung Abrahams, Ismaels und der Sklaven im Hause Abrahams

## Haftara
Die zugehörige Haftara ist Jesaja 40,27–41,16 (40,27-31  (), 41,1-16  ()).